# Louis Barbier de La Rivière
Pour les articles homonymes, voir Barbier et La Rivière.
Louis Barbier de La Rivière né en 1593 à Vandélicourt et mort le 30 janvier 1670 à Paris, est un prélat français qui fut évêque de Langres de 1655 à 1670.

## Biographie
Louis Barbier est le fils d'Antoine Barbier, seigneur de La Rivière et de Cécile Lemaire. Il est tonsuré le 29 mars 1603, ce qui le destine à une carrière ecclésiastique. Il semble avoir obtenu un doctorat in utroque jure. Il étudie également la philosophie au collège du Plessis dont il fut Régent. Entré dans les ordres, l’abbé de La Rivière devint l'aumônier de l'évêque de Cahors qui le plaça auprès de Gaston d’Orléans, frère de Louis XIII, dont il gagna la confiance et en abusa en révélant ses secrets à Mazarin. Cet homme « fin et adroit était d'un caractère vil et méprisable ». Sa fonction est une sinécure car il ne semble n'avoir été ordonné prêtre qu'en 1655. Il est nommé grand aumônier de la reine et perçoit les revenus de riches bénéfices ecclésiastiques dont l'abbaye de Saint-Benoît-sur-Loire en 1642. Il joue un rôle non négligeable pendant la période de la Fronde, intrigant entre son protecteur Gaston, la régente Anne d’Autriche et le parti de Condé pour obtenir le chapeau de cardinal.
En février 1655, il est nommé évêque de Langres confirmé en novembre et consacré en janvier suivant, mais continue à résider la plupart du temps à la cour, auquel évêché était attachée la pairie, ce qui fit dire à Boileau : « Et que le sort burlesque, en ce siècle de fer, / D’un pédant, quand il veut, sait faire un duc et pair ».
Il fait l'acquisition de l'hôtel de Ribault de la veuve d'Antoine de Louvencourt en 1650, et fait faire de grands travaux de rénovation et d'agrandissement dès 1652 par François Le Vau. Les plus grands artistes du siècle y travailleront, dont Charles Le Brun, et Michel Dorigny. Cette demeure sera connue sous le nom d'hôtel de Langres dont les lambris et les plafonds des deux pièces principales seront démontés en 1867 et remontés en 1878 à Paris au musée Carnavalet.
Il fut également le propriétaire du château de Petit-Bourg, sa maison de plaisance, situé sur la route royale entre Paris et Fontainebleau.
Ayant accumulé une grande fortune, on trouva après sa mort dans son testament : « Je ne laisse rien à mon maître d’hôtel, parce qu’il y a dix-huit ans qu’il est à mon service […] Je lègue cent écus à celui qui fera mon épitaphe »,.

### Sources
- « Inventaire après décès de Louis Barbier de La Rivière », Archives nationales, Minutier central, CV 825, 27 mars 1670.